# ОМОН (Россия)
ОМОН (отряд мобильный особого назначения, ранее — отряд милиции особого назначения) — специальные подразделения Росгвардии, привлекаемые для решения задач обеспечения общественного порядка и общественной безопасности, в том числе на массовых акциях и мероприятиях, а также в «горячих точках» на территории России и в предотвращении массовых беспорядков.

## История

### 1919
Первые отряды полиции особого назначения были образованы 5 мая 1919 года в Российском государстве в структуре «белой» (сибирской) милиции. Александр Колчак особо подчёркивал, что
ОМОН — это боевая часть для охраны и восстановления государственного порядка и общественного спокойствия, служит резервом для формирования милиции в местностях, освобождённых от советской власти для подготовки опытных чинов милиции
Эти отряды милиции действовали там, где открытая война сменялась партизанской. Отряд состоял из четырёх пеших и одного конного взводов. Штат предусматривал 285 человек. В те времена не было такого понятия как «омоновец» поэтому эти отряды называли стражниками.

### 1980—1990-е годы
На территории СССР в 1980-х активно развивалась организованная преступность и накалялась обстановка в республиках Советского Союза. В каждом ОБППСМ имелись специальные оперативные роты, их сотрудники составляли костяк ОМОНа, базировавшегося в городе с населением более 350 000 человек. В задачу ОМОН входило: обеспечение правопорядка на массовых мероприятиях, разгоном несанкционированных властями демонстраций и митингов в Советских Республиках, разоружение бандформирований, задержание особо-опасных преступников. Общеполитическая ситуация в республиках, особенно в Прибалтике постепенно накалялась и сотрудники ОМОН часто участвовали в подобного рода акциях, становясь объектом политических дискуссий. Пресса в таких случаях чаще всего ОМОН не жаловала. Официально подразделения ОМОН были созданы 3 октября 1988 года — в период перестройки, когда начала нарастать нестабильность в обществе, стали происходить массовые беспорядки. Первоначально ОМОН существовал в крупных городах: Москва, Ленинград, Минск, Рига, Вильнюс, Киев, Горький, Иркутск, Красноярск, Новосибирск, Свердловск, Челябинск, Тюмень. В 1993 году, через два года после распада СССР, подразделения ОМОН были созданы в милиции при каждом ГУВД (УВД). Во время Первой чеченской войны и Второй чеченской войны подразделения ОМОН из разных регионов России регулярно направлялись на Северный Кавказ в служебные командировки.

### Переименование и возвращение прежнего названия ОМОН
День ОМОН отмечается ежегодно 3 октября на основании приказа № 190 Министерства внутренних дел Российской Федерации от 1 марта 2002 года — в годовщину создания первых советских ОМОН.
С 2011 по 2016 год в составе центрального аппарата МВД России находился Центр специального назначения сил оперативного реагирования и авиации — территориальный орган МВД межрегионального уровня. Находился в подчинении Управления по обеспечению деятельности подразделений специального назначения и авиации МВД России, в его структуру входили: ОМОН «Зубр», СОБР «Рысь», авиационный отряд специального назначения «Ястреб».
В связи с реформой МВД России, с марта 2011 года российская милиция переименована в полицию. По логике вещей, такое изменение должно было повлечь за собой и изменение уже ставшей привычной аббревиатуры ОМОН на ОПОН. Одновременно с этим глава ГУ МВД России по г. Москве Владимир Колокольцев заметил, что это вариант не окончательный и вопрос того, как будет именоваться служба в связи с проводимой реформой в МВД России прорабатывается.
20 апреля 2011 года были объединены ОМОН и ОМСН (СОБР) в структуру под единым руководством — Центр специального назначения ГУВД России по г. Москве.
12 июля 2011 года подразделения ОМОН были официально переименованы в Отряды особого назначения.
30 ноября 2011 года приказом Министра внутренних дел Российской Федерации Рашида Нургалиева отряды особого назначения МВД России (там, где они были переименованы) вновь стали официально именоваться ОМОН, но расшифровываться как «отряд мобильный особого назначения».

### Переподчинение ОМОН и включение в состав Росгвардии
5 апреля 2016 года указом № 157 президента Российской Федерации Владимира Путина спецподразделения ОМОН (отряд мобильный особого назначения) Министерства внутренних дел Российской Федерации вошли в состав нового ведомства Росгвардии.

## Известные отряды

### Структура и численность ОМОН
- в 1988 году — 19 отрядов ОМОН, общим числом 7 тысяч сотрудников[11];
- в 2003 году — 85 отрядов ОМОН, общим числом 81 тысяча сотрудников;
- в 2007 году — 88 отрядов ОМОН, общим числом 83 тысячи сотрудников;
- в 2012 году — 92 отряда ОМОН, общим числом 89 тысяч сотрудников;
- в 2014 году — 95 отрядов ОМОН, общим числом 90 тысяч сотрудников[12].

### ОМОН «Зубр»
ОМОН МВД России «Зубр» создан в феврале 2006 года на базе существовавшего с 1988 года ОМОН ГУВД по Московской области. Подчинялся непосредственно министру МВД, база в Щёлково-7. Штат ОМОНа «Зубр» составили сотрудники подмосковного ОМОН. Численность составляет около 430 человек, он имеет на вооружении БТР, автомобили «Тигр», катера и другую спецтехнику. Основными задачами, стоящими перед личным составом ОМОН «Зубр», являются обеспечение безопасности граждан, обеспечение правопорядка и общественной безопасности на улицах и в других общественных местах, а также при проведении массовых мероприятий; предупреждение и пресечение преступлений, участие в борьбе с террористическими, диверсионными группами. В момент создания ОМОН «Зубр» некоторые СМИ характеризовали его, как спецподразделение по борьбе с «оранжевой революцией», приводя в доказательство тот факт, что оклады в 2 раза выше, чем в других отрядах. ОМОН «Зубр» обеспечивал порядок при проведении «Маршей несогласных». Широкую известность получило мероприятие ОМОН «Зубр», проведённое в 2008 году во Владивостоке, в ходе которого экстренно переброшенные авиацией сотрудники разогнали митинг автомобилистов, устроивших хоровод вокруг Новогодней ёлки. В 2009 году в Подмосковье была выявлена организованная преступная группа из бывших и действующих сотрудников ОМОН «Зубр», промышлявших заказными похищениями людей с последующим вымогательством денежных средств. В 2011 году материалы уголовного дела были направлены в суд г. Видное.
5 сотрудников отряда — Герои России (двое награждены посмертно), 95 — кавалеры ордена Мужества.
В 2011 году в соответствии с указом президента РФ «О дополнительных мерах по обеспечению правопорядка» ОМОН «Зубр» и СОБР «Рысь» вошли в состав Центра специального назначения сил оперативного реагирования и авиации МВД России (ЦСН ОР).

### ОМОН «Бастион» по г. Санкт-Петербургу и Ленинградской области
ОМОН города Санкт-Петербурга был создан 25 ноября 1988 года на базе оперативного полка милиции ГУВД Леноблгорисполкома, созданного в 1948 году. Состоит из 5 батальонов общей численностью в 1150 бойцов (на 2003 год) и моторизованного батальона, включая моторизованную роту на катерах. В расположении отряда находятся бронированные внедорожники Т-98 Комбат, СПМ «Тигр», водометы, БТР, используются автомобили Hummer H2. Сотрудники подразделения обучаются технике рукопашного боя, стрельбе из различного вооружения. ОМОН Санкт-Петербурга принимал участие во Второй чеченской кампании (например, в селении Старые Атаги в 2002 году), разгонах несанкционированных митингов. Европейский суд по правам человека в одном из своих решений признал, что ОМОН Санкт-Петербурга осуществлял зачистку поселка Новые Алды 5 февраля 2000 года, когда были расстреляны мирные жители и сожжены дома. В октябре 2006 года пресс-служба ОМОН ГУВД Санкт-Петербурга и Ленинградской области заявила, что подозрения в отношении его сотрудников являются необоснованными. Некоторые журналисты обвиняют ОМОН Санкт-Петербурга в жестоком обращении с участниками акций протеста, в том числе и с депутатами.

### ОМОН «Беркут» по Республике Крым и г. Севастополю
24 марта 2014 года во время посещения Крыма министр внутренних дел Российской Федерации Владимир Колокольцев заявил, что «Беркут» сохранит своё название в составе подразделений министерства внутренних дел Российской Федерации, а зарплата сотрудников вырастет вдвое. Министр выразил восхищение мужеством и отвагой, которые проявил личный состав подразделения во время беспорядков в Киеве и предложил почтить память погибших сотрудников спецподразделения минутой молчания. В тот же день все бойцы крымского спецподразделения были награждены медалью министерства обороны России «За возвращение Крыма». Награды вручал министр обороны России Сергей Шойгу.
ОМОН «Малахит» по г. Екатеринбургу и Свердловской области
Екатеринбургский ОМОН «Малахит» Управления Росгвардии по Свердловской области был сформирован 1 декабря 1988 года. В боевых действиях и при несении службы в мирное время за всю историю отряда 18 бойцов пали при выполнении служебно-боевых задач. Их имена навечно занесены в списки личного состава спецподразделения.
За мужество и героизм, проявленные при исполнении служебных обязанностей, Олег Варлаков и Виктор Чечвий удостоены звания Героя Российской Федерации, 14 бойцов отряда награждены орденом Мужества. Сотрудники удостоены этих званий и высоких наград посмертно.
В расположении отряда находятся бронированные внедорожники: СПМ «Тигр», БТР-80, грузовые автомобили: КамАЗ,Урал,ЗИЛ
действующий командир ОМОН «Малахит» Управления Росгвардии по Свердловской области полковник Эдуард Коряков

## Аналоги

### В России
- Авиационный отряд специального назначения
- ОДОН
- 2-й Специальный полк полиции г. Москвы

### Зарубежные подразделения
| Страна                          | Спецназ                                                                                    |
| Узбекистан                      | МООН                                                                                       |
| Азербайджан                     | ОПОН Азербайджана                                                                          |
| Армения                         | ОМОН                                                                                       |
| Беларусь                        | ОМОН                                                                                       |
| Гаити                           | спецподразделение the Groupe d’Intervention de la Police Nationale d’Haiti                 |
| Германия                        | Usk (Unterstützungskommando)                                                               |
| Греция                          | M.A.T.                                                                                     |
| Израиль                         | ЯСАМ                                                                                       |
| Казахстан                       | СОБР (ранее ОМОН)                                                                          |
| Кыргызстан                      | ОМОН в городах Бишкек и Ош и ОМСН в регионах                                               |
| Литва                           | Отделы специальной готовности уездных комиссариатов полиции Литвы                          |
| Молдова                         | ОПОН Молдавии                                                                              |
| Румыния                         | SIIAS (Serviciul Independent pentru Intervenţii şi Acţiuni Speciale)                       |
| Сербия                          | CAJ (Специјална антитерористичка јединица)                                                 |
| Таджикистан                     | ОМОН                                                                                       |
| Турция                          | Çevik Kuvvet и Polis Özel Harekat (PÖH)                                                    |
| Украина                         | ПСПОН (Патрульна служба поліції особливого призначення)                                    |
| Япония                          | подразделения «кидотай» (機動隊, «мобильные части специального назначения») полиции Японии |
| Частично признанные образования | Спецназ                                                                                    |
| Абхазия                         | ОМОН МВД Республики Абхазия                                                                |
| Южная Осетия                    | ОМОН Южной Осетии                                                                          |